# Jennifer Nogueras
Jennifer Nogueras, född 1 augusti 1991 i San Juan, Puerto Rico, USA, är en volleybollspelare (passare). 
Med Puerto Ricos landslag har hon deltagit i bl.a. VM och nordamerikanska mästerskapet. Hon har spelat med klubbar i Puerto Rico, USA, Polen, Finland, Grekland, Ungern, Tyskland och Cypern.